# Couvade
Couvade of mannenkraambed is het verschijnsel dat mannen met zwangere vrouwen zelf zwangerschapsverschijnselen gaan vertonen. Ze kunnen bijvoorbeeld klagen over rugpijn, indigestie, veranderingen in eetlust (eetbuien kunnen soms tot gewichtstoename leiden) en aan het einde van de zwangerschap zelfs weeën. Er zijn zowel pre- als postpartale couvadeverschijnselen beschreven. In een aantal culturen bestaan zogenaamde couvaderiten waarmee mannen hun emoties verwerken. In Europa is de couvade vooral bekend uit de Baskische cultuur. De term couvade is afkomstig van het Franse werkwoord couver, dat uitbroeden betekent.
Psychologisch wordt de oorzaak gezocht in solidariteit met de partner, ambivalente gevoelens voor het vaderschap of jaloezie. Door anderen worden de couvade en de daaraan verbonden rituelen beschouwd als een effectieve manier waarop vaders meer gelijkwaardig bij hun kind worden betrokken. De jaloeziehypothese is moeilijker verenigbaar met het feit dat ook veranderingen in de hormoonspiegels van de vader zijn aangetoond. Mogelijk worden deze veranderingen veroorzaakt door feromonen.
Couvade wordt meestal niet als psychische aandoening (Couvadesyndroom) beschouwd, omdat de mannen zich ervan bewust zijn dat ze niet echt zwanger zijn, maar er zijn enige gevallen bekend waarin couvade tot psychotische wanen heeft geleid. Ook bestaan er nog steeds wetenschappers die couvade willen indelen bij psychische ziektes als het münchhausensyndroom.
Er is ook een verklaring voor couvaderiten als magische handelingen. Doordat de man in het zwangerschapsbed plaatsneemt, zouden de boze geesten worden afgeleid van de zwangere moeder en het ongeboren kind niet storen in de gevoelige eerste levensweken.